# 139gy busz (Budapest)
A budapesti 139-es (gyors 139-es) jelzésű autóbusz a Déli pályaudvar és a Gazdagréti lakótelep között közlekedett. A vonalat a Budapesti Közlekedési Zrt. üzemeltette.

## Története
1987. január 1-jén a Gazdagréti lakótelep és a Déli pályaudvar között 139-es jelzéssel új járatot indítottak. December 31-én elindult a 139-es busz is a gyorsjárattal azonos vonalon, ezentúl a 139-es csak csúcsidőben közlekedett. 1995-ben megszűnt a 139-es busz, a gyorsjárat ismét teljes üzemidőben közlekedett és az Alkotás utcában a megszűnő alapjárat megállóiban is megállt. 2008. január 1-jén a 139-es busz jelzése 139-esre változott és új megállót kapott a Gazdagréti útnál.

## Útvonala
| Déli pályaudvar felé | Gazdagréti tér felé |
| --- | --- |
| Gazdagréti lakótelep vá. – Gazdagréti út – Rétköz utca – Gazdagréti út – aluljáró – Lapu utca – autópálya-bevezető – Budaörsi út – Alkotás utca – Déli pályaudvar vá. | Déli pályaudvar vá. – Magyar jakobinusok tere – Alkotás utca – Budaörsi út – Gazdagréti út – Rétköz utca – Gazdagréti út – Gazdagréti lakótelep vá. |

## Megállóhelyei
| 139 (Déli pályaudvar – Gazdagréti lakótelep) | 139 (Déli pályaudvar – Gazdagréti lakótelep) | 139 (Déli pályaudvar – Gazdagréti lakótelep) | 139 (Déli pályaudvar – Gazdagréti lakótelep) | 139 (Déli pályaudvar – Gazdagréti lakótelep) | 139 (Déli pályaudvar – Gazdagréti lakótelep)               | 139 (Déli pályaudvar – Gazdagréti lakótelep)                                | 139 (Déli pályaudvar – Gazdagréti lakótelep) |
| Perc (↓)                                     | Perc (↓)                                     | Megállóhely                                  | Perc (↑)                                     | Perc (↑)                                     | Átszállási kapcsolatok                                     | Átszállási kapcsolatok                                                      |                                              |
| 1987                                         | 2007                                         | Megállóhely                                  | 1987                                         | 2007                                         | a járat indulásakor                                        | a járat megszűnésekor                                                       |                                              |
| -------------------------------------------- | -------------------------------------------- | -------------------------------------------- | -------------------------------------------- | -------------------------------------------- | ---------------------------------------------------------- | --------------------------------------------------------------------------- | -------------------------------------------- |
| 0                                            | 0                                            | Déli pályaudvar végállomás                   | 14                                           | 16                                           | 12, 21, 21, 39, 102 18, 59, 61 Budapest-Déli               | 21, 21, 39, 90, 102 18, 56, 59, 61 Budapest-Déli                            |                                              |
| ∫                                            | 2                                            | Déli pályaudvar                              | ∫                                            | ∫                                            | Nem érintette                                              | 21, 21, 39, 90, 102 18, 56, 59, 61 Budapest-Déli                            |                                              |
| ∫                                            | 5                                            | Királyhágó utca (↓) Márvány utca (↑)         | ∫                                            | 14                                           | Nem érintette                                              | 105 61                                                                      |                                              |
| ∫                                            | 6                                            | Tartsay Vilmos utca                          | ∫                                            | 13                                           | Nem érintette                                              |                                                                             |                                              |
| ∫                                            | 8                                            | Hegyalja út                                  | ∫                                            | 11                                           | Nem érintette                                              | 8, 12, 40, 112 61                                                           |                                              |
| ∫                                            | 10                                           | Fehér ló utca                                | ∫                                            | 9                                            | Nem érintette                                              | 40, 239                                                                     |                                              |
| ∫                                            | 11                                           | Dayka Gábor utca                             | ∫                                            | 7                                            | Nem érintette                                              | 40, 40E, 41, 53, 72, 87, 87A, 153, 172, 187, 140E, 239, 250, Újbuda         |                                              |
| 8                                            | 12                                           | Sasadi út                                    | 6                                            | 6                                            | 40, 40, 41, 53, 72, 87, 87A, 87B, 153, 172 Helyközi buszok | 40, 40, 41, 41, 53, 72, 87, 87A, 153, 187, 239, 250, Újbuda Helyközi buszok |                                              |
| 10                                           | 15                                           | Nagyszeben tér                               | 4                                            | 4                                            |                                                            | 239, Újbuda                                                                 |                                              |
| 11                                           | 15                                           | Regős köz                                    | 3                                            | 3                                            |                                                            | 239, Újbuda                                                                 |                                              |
| 12                                           | 16                                           | Törökugrató utca                             | 3                                            | 3                                            |                                                            | 239, Újbuda                                                                 |                                              |
| 13                                           | 17                                           | Torbágy utca                                 | 2                                            | 2                                            |                                                            | 239, Újbuda                                                                 |                                              |
| 14                                           | 18                                           | Tűzkő utca (↓) Tűzkő utca (Rétköz utca) (↑)  | 1                                            | 1                                            |                                                            | 239, Újbuda                                                                 |                                              |
| 15                                           | 19                                           | Gazdagréti lakótelep végállomás              | 0                                            | 0                                            | 153                                                        | 8, 153, 239, Újbuda                                                         |                                              |